# Cantó de Sent Laurenç de Gòra
El cantó de Sent Laurenç de Gòra és un cantó francès del departament de l'Alta Viena, situat al districte de Rechoard. Té sis municipis i el cap és Sent Laurenç de Gòra.

## Municipis
- Conhac la Forest
- Gòra
- Sent Auvenç
- Sent Circ
- Senta Marí de Vaus
- Sent Laurenç de Gòra

## Història
| Data d'elecció                           | Identitat         | Partit        | Qualitat |
| ---------------------------------------- | ----------------- | ------------- | -------- |
| 1961-1992                                | Charles Descubes  | Divers droite |          |
| 1992-2004                                | Alain Blond       | Divers droite |          |
| 2004-                                    | Christian Groleau | Divers droite |          |
| les dades anteriors no són pas conegudes |                   |               |          |
|                                          |                   |               |          |

## Demografia
| 1962  | 1968  | 1975  | 1982  | 1990  | 1999  | 2006  |
| ----- | ----- | ----- | ----- | ----- | ----- | ----- |
| 3.834 | 4.362 | 3.975 | 4.148 | 4.285 | 4.275 | 4.661 |